# Cabomba palaeformis
Cabomba palaeformis är en kabombaväxtart som beskrevs av Norman Carter Fassett. Cabomba palaeformis ingår i släktet kabombor, och familjen kabombaväxter. Inga underarter finns listade i Catalogue of Life.